# Thurston Moore
Thurston Moore (* 25. července 1958, Coral Gables, Florida, USA) je americký muzikant, kytarista, zpěvák a skladatel rockové skupiny Sonic Youth a Chelsea Light Moving. Je také hudební producent a mimo Sonic Youth se aktivně zapojuje do mnoha dalších hudebních projektů. V roce 1989 hrál na albu Life in Exile After Abdication Maureen Tuckerové. V roce 2012 založil skupinu Chelsea Light Moving, která v březnu 2013 vydala své první eponymní album. Roku 2014, když byla činnost této skupiny již ukončena, vydal Moore album The Best Day, na němž se podílel kytarista James Sedwards, bubeník Steve Shelley ze Sonic Youth a baskytaristka Debbie Googe, která hrála se skupinou My Bloody Valentine.
Časopis Rolling Stone jej v roce 2003 zařadil na 34. místo v žebříčku 100 nejlepších kytaristů všech dob, v aktualizované verzi z roku 2011 skončil na 99. místě.

## Diskografie

### Sólová
- Psychic Hearts (1995)
- Trees Outside the Academy (2007)
- Demolished Thoughts (2011)
- The Best Day (2014)

- Piece for Jetsun Dolma
- Lost to the City
- Root
- Promise (Thurston Moore, Evan Parker & Walter Prati)
- Three Incredible Ideas

### Thurston Moore, Kim Gordon & Yoko Ono
- YOKOKIMTHURSTON, 2012

### Chelsea Light Moving
- Chelsea Light Moving - Chelsea Light Moving, Matador Records, 2013